# Mordellistena signaticollis
Mordellistena signaticollis is een keversoort uit de familie spartelkevers (Mordellidae). De wetenschappelijke naam van de soort is voor het eerst geldig gepubliceerd in 1885 door Quedenfeldt.